# 元町 (神戸市)
元町（もとまち）は、兵庫県神戸市中央区の地域名。
この項では元町駅周辺の商業・業務・観光集積地域について述べる。

## 概要
東京・銀座、大阪・心斎橋などと共に、老舗が並ぶ古くからの高級商店街である元町商店街で知られる。東に連続する三宮、南西に連続する神戸駅周辺とともに、神戸市及び神戸都市圏の都心地域（中心業務地区）を構成する繁華街・官公庁街である。中華街の南京町や旧居留地（神戸外国人居留地）が位置しており、神戸都市部における観光の拠点の一つでもある。
元町商店街と東西方向に並行して走るJRと神戸高速鉄道の高架が地区を大まかに二分しており、北部は主に官公庁・住宅地、南部は商業・観光地となっている。
おおむね以下の地域によって構成される。（北から順に）
- 北西部
  - 諏訪山
  - 中山手通
  - 花隈・県庁周辺
- 南西部
  - 元町通（元町商店街）
  - 南京町
  - 栄町通
  - 海岸通（国道2号）
  - 中突堤・メリケンパーク

- 北東部
  - 北野町山本通
  - 中山手通
  - トアロード周辺
- 南東部
  - 三宮センター街
  - 旧居留地（大丸神戸店周辺）

2001年に三宮と元町をつなぐ東西400mの三宮中央通り地下通路が開通した（2021年の公募により「サンポチカ」を愛称とすることが決まった）。

## 交通

### 鉄道駅
- 西日本旅客鉄道（JR西日本）・阪神電気鉄道
  - 元町駅
  - 神戸駅
- 神戸高速線
  - 花隈駅
  - 西元町駅下車
- 神戸市営地下鉄海岸線
  - 旧居留地・大丸前駅下車
  - みなと元町駅下車

### 航路
中突堤旅客ターミナル、中突堤中央ターミナルを参照のこと。

## 経済

### 元町商店街

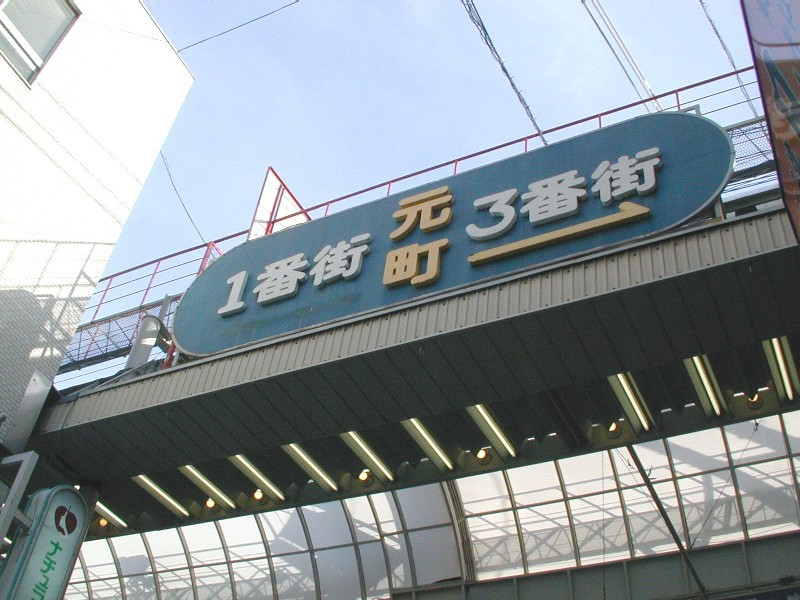
2番街は存在しない

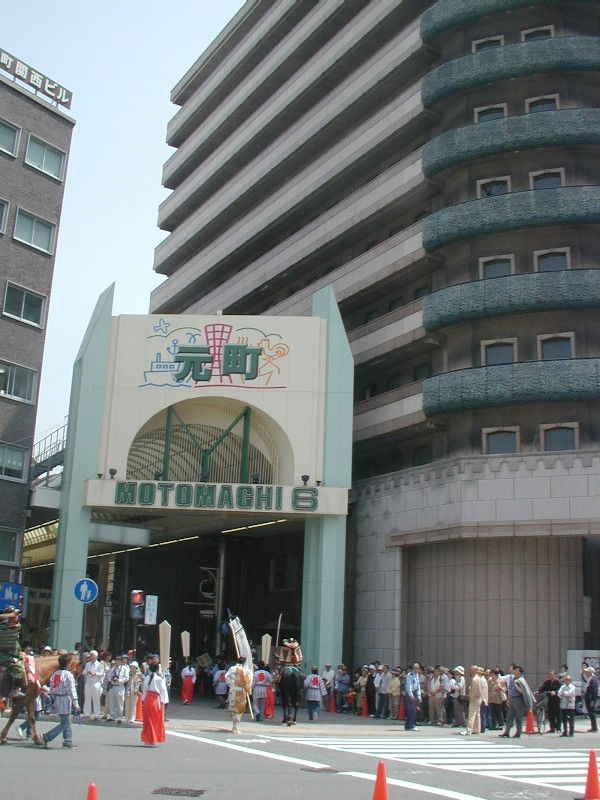
元町商店街西端（宇治川筋）

東は鯉川筋（メリケンロード）から西は宇治川筋（ハーバーロード）まで、東西約1.2kmにわたって店が建ち並ぶアーケード商店街。東から元町通1丁目と2丁目が1番街で、3 - 6丁目は丁目ごとに分かれている。
江戸時代以来の摂津国八部郡神戸村、さらには1868年（明治元年）の神戸村・二ツ茶屋村・走水村の3村合併による神戸町にあたる地域で、加えて東西幹線となる西国街道沿いの中心部であったことが元町と呼ばれる所以である。宇治川を挟んで西には兵庫津が位置し、海運業や酒造業が集まる西国街道沿いの商業地として栄え、1874年（明治7年）に「元町通」と改称されたことで元町商店街として整備されるようになった。
幕末から明治維新を経て宇治川以東に神戸港が誕生し、関西随一の西洋文化の入口となった。元町通の南東、鯉川から旧生田川にかけての海側には神戸外国人居留地（旧居留地）が整備され、元町商店街はハイカラな物が並ぶ商店街として知られるようになり、やがて1927年（昭和2年）開店の大丸神戸店と1928年（昭和3年）開店の三越神戸支店を東西の入口に構え、昭和初期までモボ、モガが闊歩するハイカラな商店街として知られ、元町をそぞろ歩くことは銀座の銀ブラ、心斎橋の心ブラに対して元ブラと言われた。
1933年（昭和8年）10月にはそごう神戸店（現・神戸阪急）が三宮に移転した。しかし、戦後復興で三宮が神戸の中心地として整備されるまで、神戸駅から三宮まで続く商業の中心地として元町は隆盛を極めた。
現在でも、服飾店や喫茶に混じって靴とバッグの店が目立つ。美術工芸や古美術の店も少なくない。港町らしく「舶来雑貨」の店もちらほらあり、戦後復興で整備された三宮と比べて昔日の神戸の雰囲気を残している。近年では、大丸（1980年代後半に店長を務めた長澤昭など）が主体となって取り組んだ旧居留地の商業地化や南京町が観光地として整備されたことなどもあり、賑わいを取り戻しつつある。それに伴って元町の大丸神戸店は、三宮のそごう神戸店から神戸市域における地域一番の座を取り戻し、その差は毎年広がった。2010年代後半にそごう・西武が業績不振の神戸店をエイチ・ツー・オー リテイリングに譲渡し、阪急百貨店（神戸阪急）となった一方、大丸神戸店は大丸松坂屋百貨店全体でもほかの大丸各店を超え、松坂屋名古屋店に次ぐ売上を誇っている。
元町通1 - 2丁目にかけて中華街である南京町と隣接している。元町通のアーケード街は6丁目まで続く。3丁目のウインズ神戸B館を過ぎたあたりから人通りがまばらとなり、5丁目より先になるとシャッターを下ろしたままの店も目立つようになる。かつては、6丁目の最西端に三越神戸支店が立地していたが、三宮への移転構想も実現せず、1984年（昭和59年）に撤退した。跡地はホテルシェレナとなったものの、阪神・淡路大震災で崩壊。跡地は長らく再開発構想があったものの実現せず、2020年代に和田興産によるマンションが建設予定である。三越は代替に、3丁目の商業ビル「パルパローレ」を借り上げる形で小型店舗で「パルパローレ三越」を営業していたが、2004年（平成16年）1月31日をもって閉店し、神戸からは完全に撤退した。

## 高架下
JR神戸線の元町駅から神戸駅にかけての高架下は、闇市時代の雰囲気を濃厚に漂わせる元町高架通商店街となっている。バッタ屋（中古家電店）、古道具屋、古書店などのほかに若者向けの衣料品店も多く、独特の雰囲気で人気を集めている。

## 名所・文化施設
- 兵庫縣里程元標

元町商店街の西端にある。元は、現在地の南300メートルの地点にあったが日本国有鉄道（国鉄・現JR西日本）高架化により、湊川神社参道入り口右側に移転する。その後、2004年（平成16年）に再び元の地点に近い現在地に移転される。
- 走水神社

元町商店街の中にある。読みは「はしうど」と難読。
- 元町映画館

元町商店街にある唯一の映画館。
- 南京町
  - 神戸華僑歴史博物館
- 旧居留地
  - 神戸市立博物館
  - 神戸らんぷミュージアム
  - 旧居留地十五番館
- メリケンパーク
  - 神戸海洋博物館
  - フィッシュダンス

## 出身・ゆかりのある人物
- 生島五三郎（兵庫県多額納税者、金融業[2]） - 生島家は神戸市草分けの旧家である[2]。
- 生島藤蔵（兵庫県多額納税者、帽子雑貨商） - 元町通1丁目出身[3]、住所は神戸区元町1丁目[4]。生島広治郎（経済学博士、近畿大学名誉教授）の兄。